# Doopsgezinde kerk (De Knipe)
De Doopsgezinde kerk is een kerkgebouw in De Knipe, gemeente Heerenveen, in de Nederlandse provincie Friesland.
De doopsgezinde kerk aan de Schoterlandse Compagnonsvaart werd gebouwd in 1751. De voorgevel van de kerk werd in 1856 vernieuwd. Het gebouw heeft een klokgevel. Het kerkgebouw is een gemeentelijk monument. Het orgel uit 1960 is gemaakt door Bakker & Timmenga. Het werd in 1962 geplaatst.
Pieter Hendrik Veen (naamgever Dominee Veenweg) was er predikant van 1832 tot 1877. Op een gevelsteen staat de volgende tekst:
In deze kerk is op 5 november 1911 Anne Zernike als eerste vrouwelijke predikant van Nederland bevestigd in de doopsgezinde gemeente Bovenknijpe.

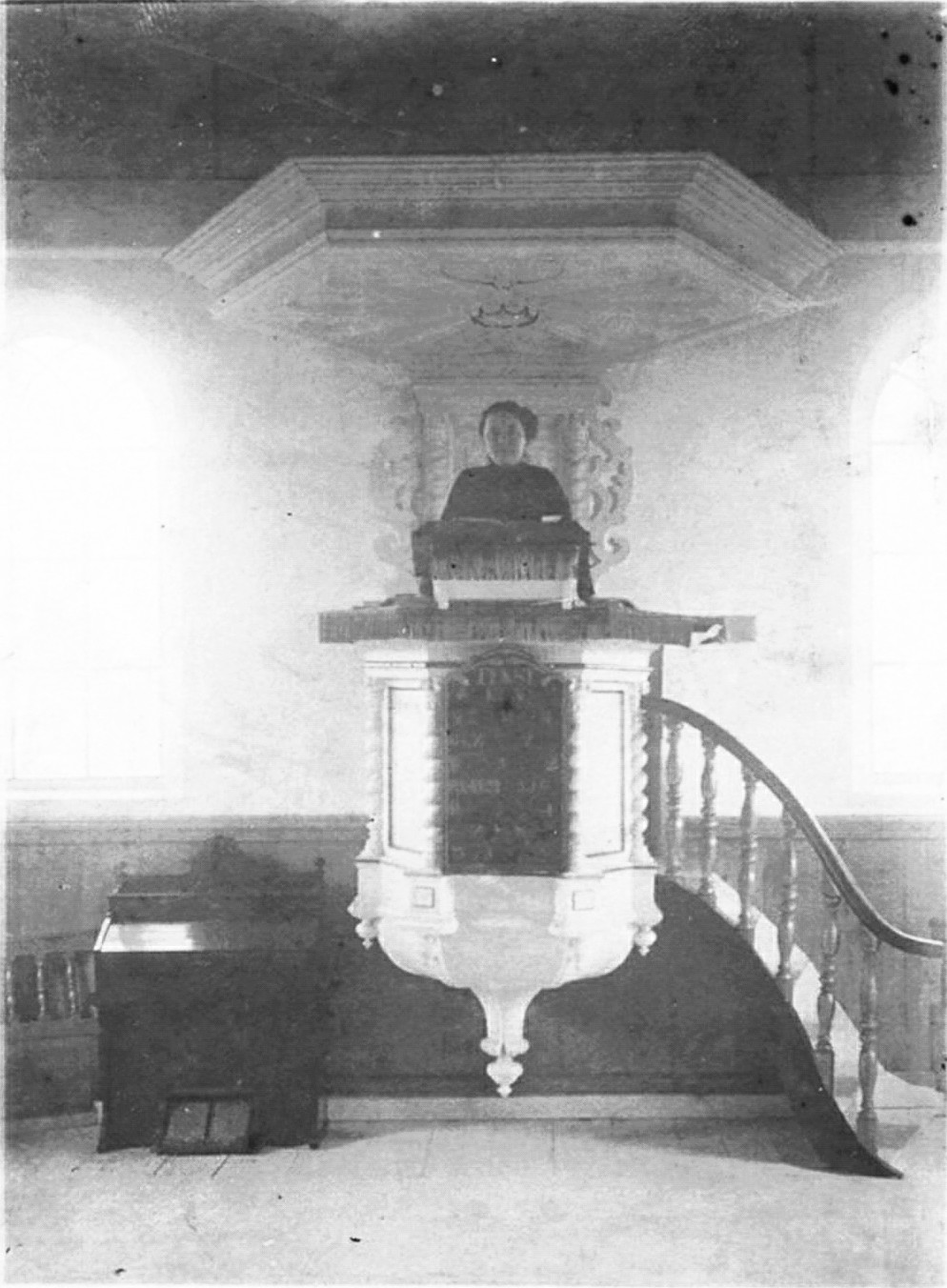
Anne Zernike op de kansel, 5 november 1911
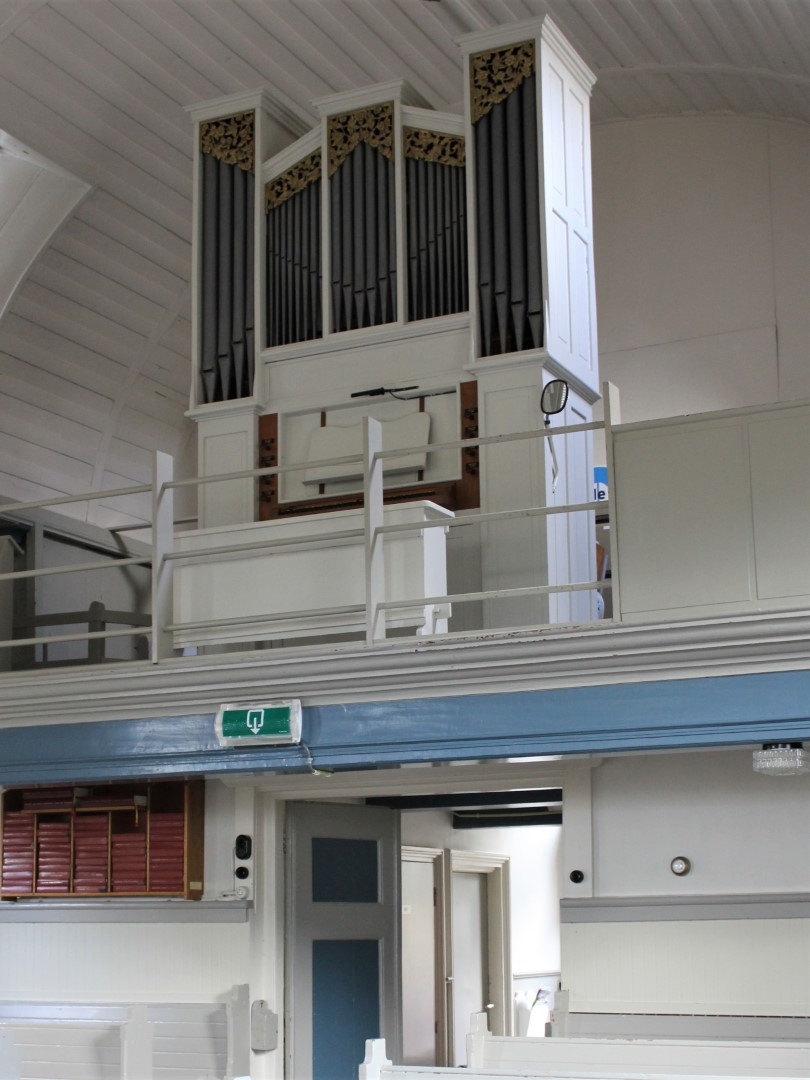
Interieur met orgel